# Cyclograpsus granulatus
Cyclograpsus granulatus är en kräftdjursart som beskrevs av James Dwight Dana 1851. Cyclograpsus granulatus ingår i släktet Cyclograpsus och familjen Varunidae. Inga underarter finns listade i Catalogue of Life.